# Herbert Ewe
Herbert Ewe (* 20. Juli 1921 in Wilhelmsdorf bei Pölitz; † 3. April 2006 in Stralsund) war ein deutscher Historiker und Archivar. Von 1952 bis 1986 leitete er das Stadtarchiv Stralsund.

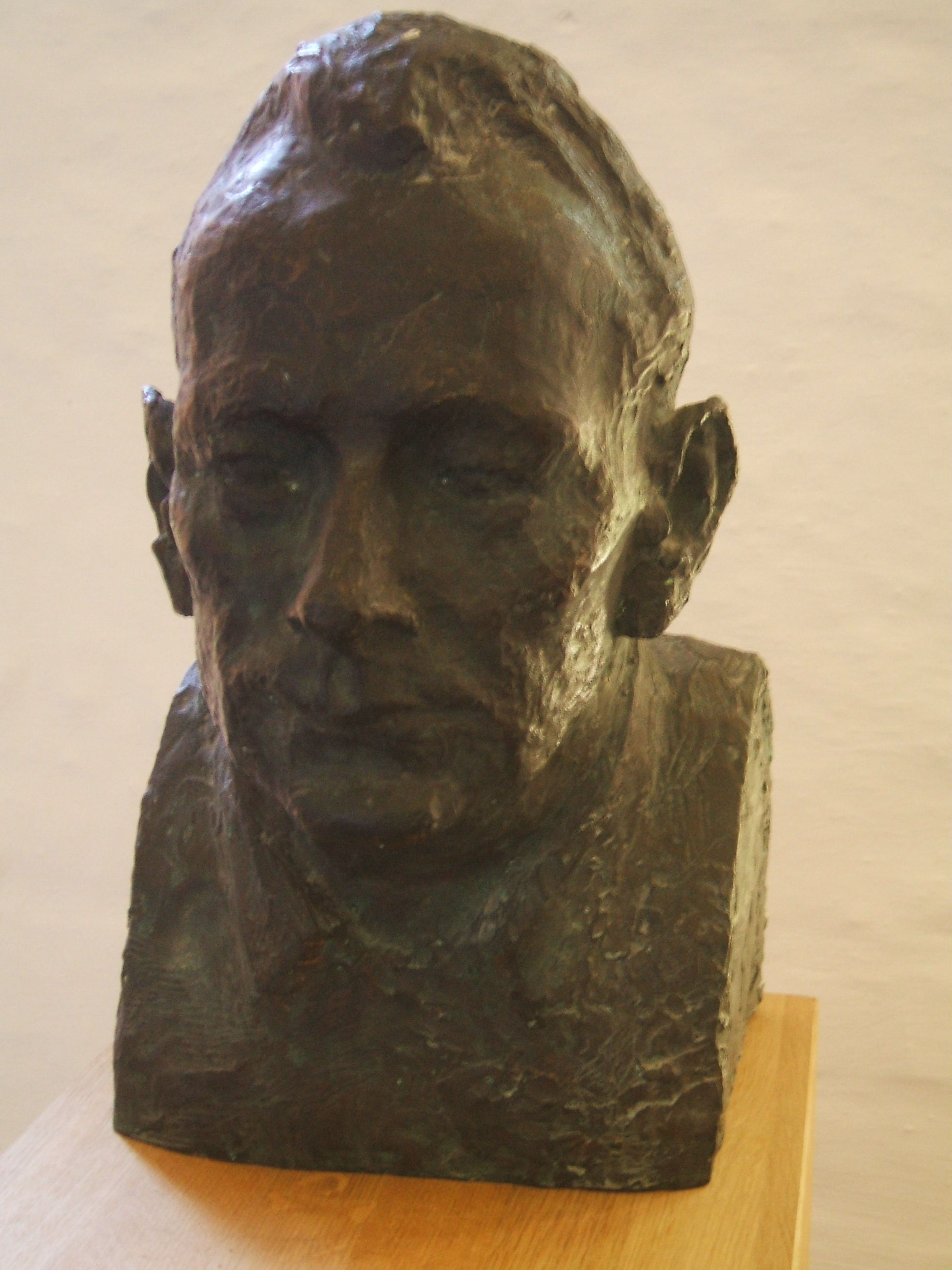
Herbert Ewe, Büste im Johanniskloster Stralsund

## Leben
Herbert Ewe wurde 1921 in Wilhelmsdorf bei Pölitz in Pommern geboren. Er besuchte zunächst die landwirtschaftliche Fachschule in Stettin und wurde 1940 zum Militärdienst einberufen, im April 1945 schwer verwundet. Nach dem Zweiten Weltkrieg trat er 1946 der SED bei und studierte Germanistik, Historische Geografie und Geschichte an der Universität Rostock, der Universität Leipzig und der Universität Greifswald. 1952 schloss er mit dem Diplomexamen ab.
Im August 1952 wurde er Direktor des Stadtarchivs Stralsund. Das Stadtarchiv verdankt ihm eine gründliche Ordnung und Erfassung der Bestände. Ab 1963 wurde auf seine Initiative hin das Johanniskloster saniert und zur Archivaußenstelle des Stadtarchivs. Die Funktion des Archivdirektors übte er bis zu seinem Eintritt in den Ruhestand 1986 aus. Sein Nachfolger als Archivdirektor wurde Hans-Joachim Hacker.
Neben seiner Archivtätigkeit blieb Ewe an der Universität Greifswald tätig: 1959 wurde er in Greifswald mit der Dissertation Die Flurnamen von Rügen und ihre geographische Bedeutung für die Insel zum Dr. rer. nat. promoviert. 1981 folgte die Promotion B (Habilitation) mit dem Thema Städtesiegel und historische Karten als Quelle zur maritimen Geschichte des Mittelalters und der frühen Neuzeit. 1982 wurde er Honorarprofessor für Historische Hilfswissenschaften.
Ewe verfasste mehrere Bücher über die Hansestädte Vorpommerns sowie die Inseln Rügen und Hiddensee, deren Persönlichkeiten und Geschichte. Insgesamt veröffentlichte er über 150 Bücher und Artikel.
1989 war Ewe Gründungsmitglied des Bürgerkomitees „Rettet die Altstadt“ in Stralsund. Für seine Verdienste um die Geschichte der Stadt Stralsund und Pommerns wurde er zum Ehrenmitglied der Gesellschaft für pommersche Geschichte, Altertumskunde und Kunst gewählt. Er war auch seit 1990 Mitglied der Historischen Kommission für Pommern. Herbert Ewe starb am 3. April 2006 in Stralsund.

## Ehrungen
- Ehrenbürgerschaft der Stadt Stralsund, 1984
- Ehrendoktorwürde der Universität Rostock, 1987

## Werke (Auswahl)
- Stralsund. Ein Führer durch die Werftstadt. Stralsund, 1953.
- Stralsund und seine Umgebung. Petermänken-Verlag, Schwerin 1955.
- Stralsund. Petermänken-Verlag, Schwerin 1962.
- Rügen. 2. Auflage. VEB Hinstorff Verlag, Rostock 1968. (mit Hans Oehler)
- Stralsund. 2. Auflage. VEB Hinstorff Verlag, Rostock 1972.
- Schätze einer Ostseestadt. 3. Auflage. Veröffentlichungen des Stadtarchiv Stralsund, Band VI. Verlag Hermann Böhlaus Nachfolger, Weimar 1974.
- Stralsunder Bilderhandschrift. Historische Ansichten vorpommerscher Städte. VEB Hinstorff Verlag, Rostock 1979.
- Sechstes Kapitel und Herausgabe von Geschichte der Stadt Stralsund. Veröffentlichungen des Stadtarchiv Stralsund, Band X. Verlag Hermann Böhlaus Nachfolger, Weimar 1984.
- Stralsund. 1. Auflage. VEB Hinstorff Verlag, Rostock 1987, ISBN 3-356-00082-9.
- Das alte Stralsund. Kulturgeschichte einer Ostseestadt. 2. Auflage. Verlag Hermann Böhlaus Nachfolger, Weimar 1995, ISBN 3-7400-0881-4.
- Bedeutende Persönlichkeiten Vorpommerns. Verlag Hermann Böhlaus Nachfolger, Weimar 2001, ISBN 3-7400-1082-7.